# Rhagodes buryi
Rhagodes buryi är en spindeldjursart som beskrevs av Pocock 1903. Rhagodes buryi ingår i släktet Rhagodes och familjen Rhagodidae. Inga underarter finns listade i Catalogue of Life.